# Crochet à ressort
Pour les articles homonymes, voir crochet.

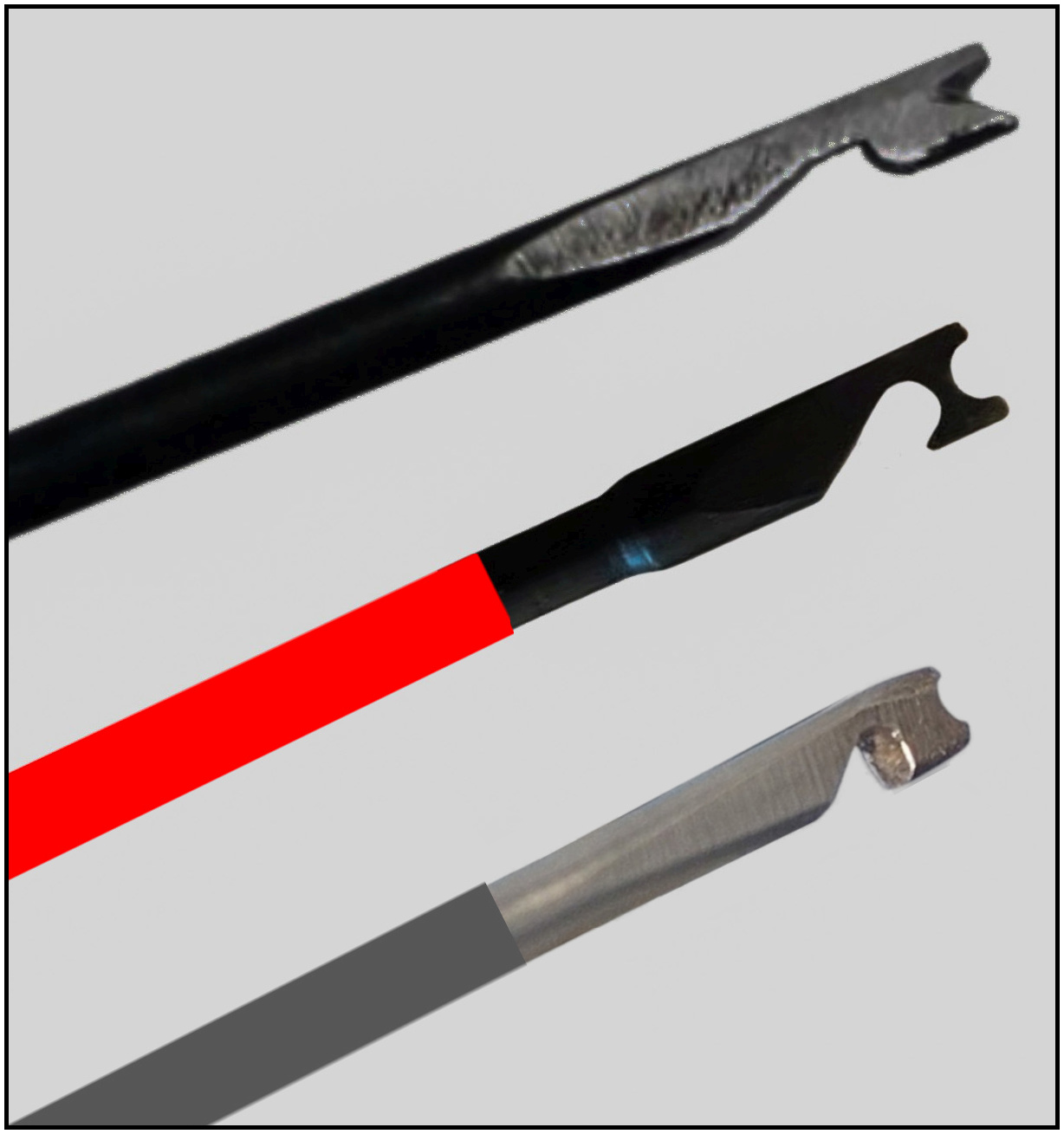
Détail de trois têtes de crochets à ressort.

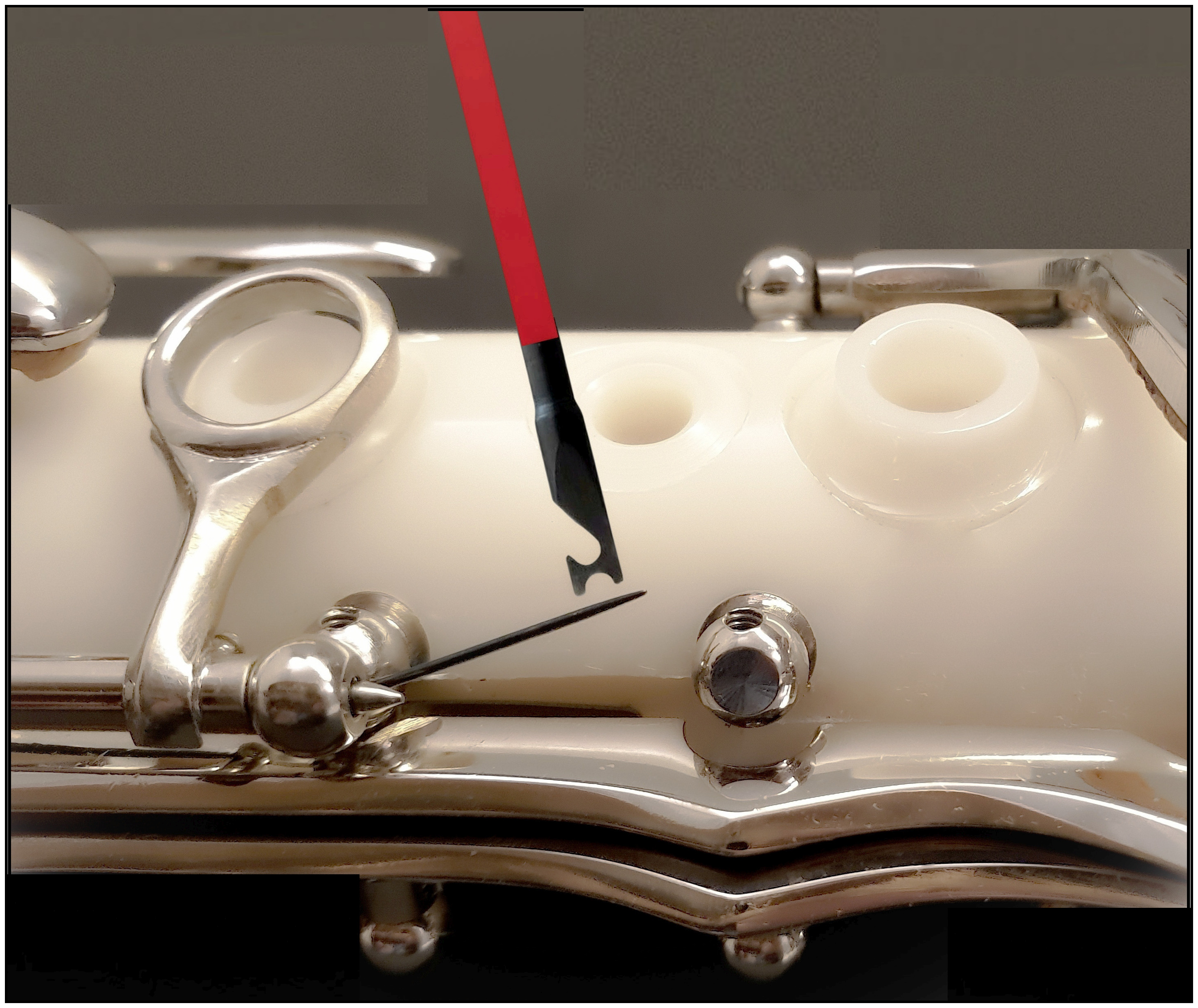
Crochet à ressort en action sur un ressort de clarinette.

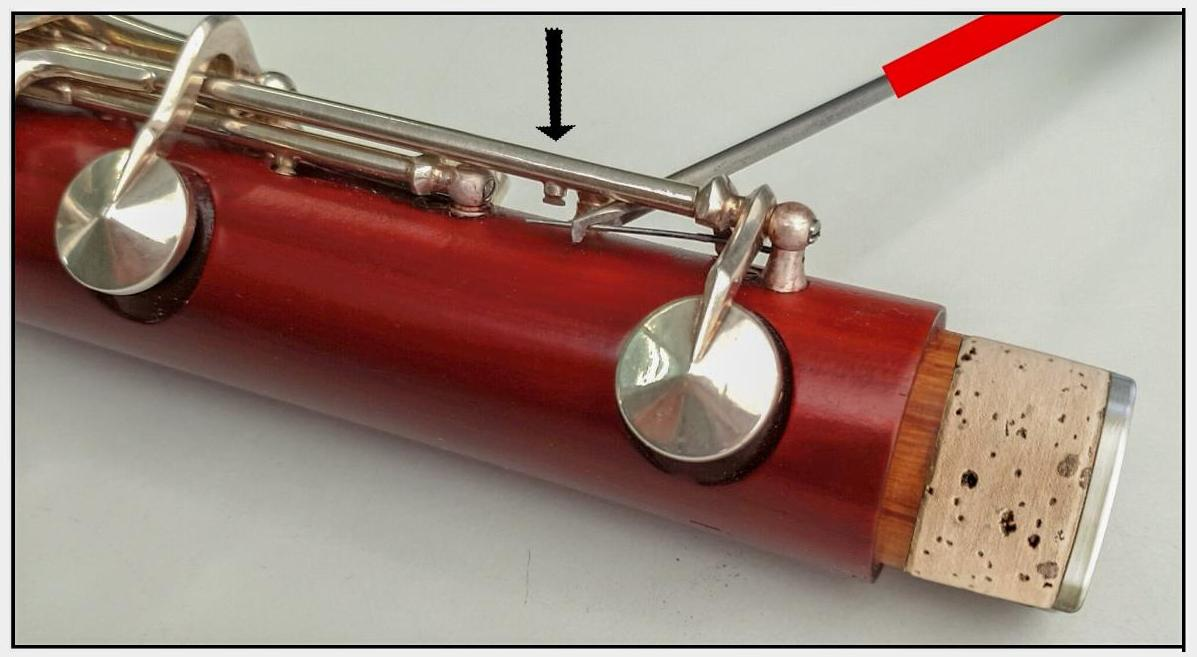
Le crochet à ressort tire le ressort d'une clarinette sous un axe dans la bonne position.

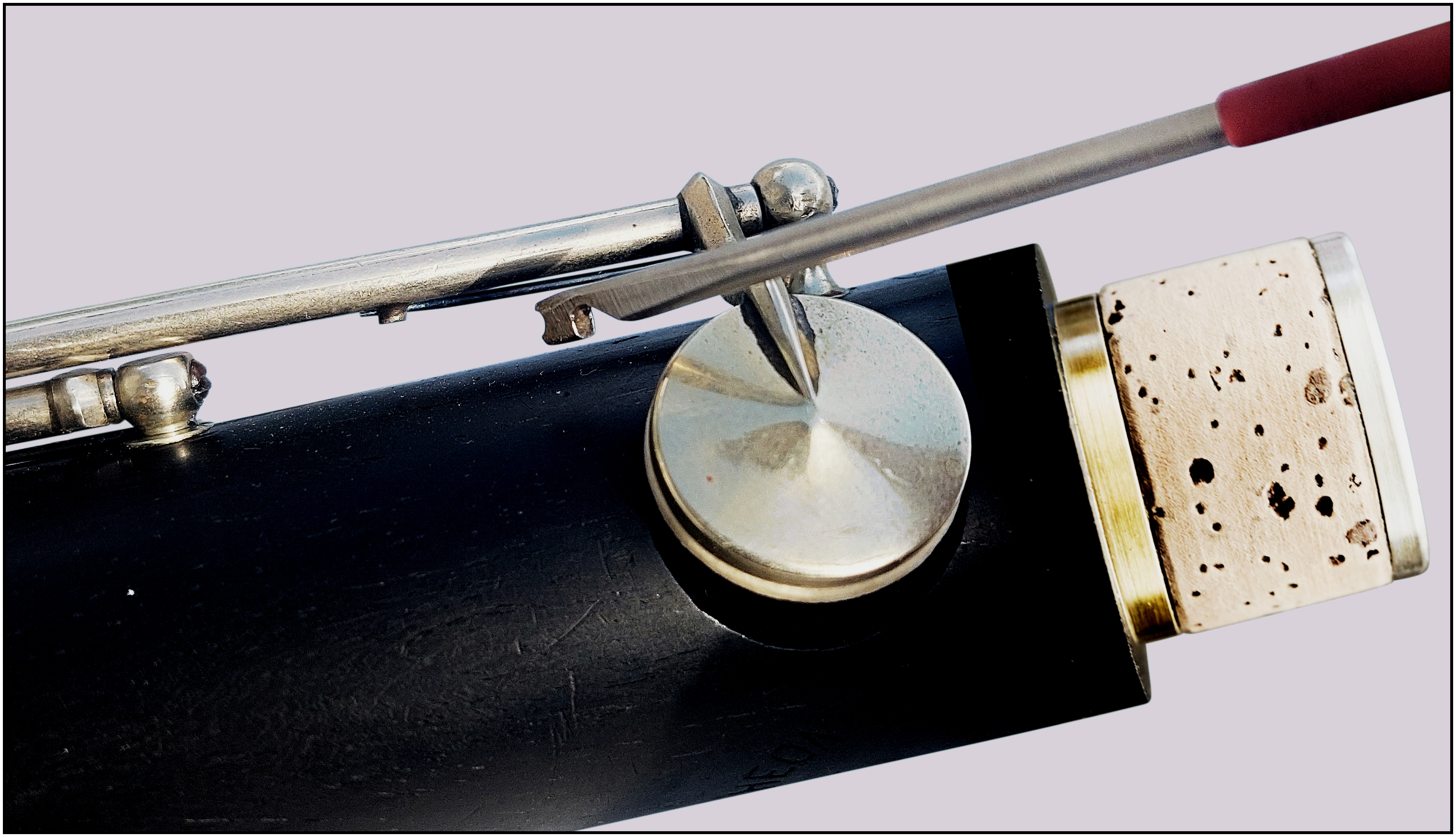
Crochet à ressort non adapté à la disposition du ressort.

Le crochet à ressort est un outil utilisé par le facteur d'instruments de musique à vent pour placer ou retirer un ressort à aiguille servant au rappel d'une clef. La forme du crochet permet de l'utiliser en tirant ou en poussant.

La taille de l'outil doit être adaptée à la place disponible pour intervenir sur le ressort sans rayer le clétage et le corps de l'instrument. Chaque extrémité du crochet est rainurée pour pousser les ressorts à aiguille à leur emplacement et possède également une forme de crochet pour les tirer sur l'emplacement prévu (ergot,bossage...) des clés. Les petits modèles de crochet à ressort sont conçus pour s'insérer entre les clés et le corps des petits instruments à vent, notamment les flûtes, les clarinettes, les saxophones soprano, les piccolos et les hautbois.
Le facteur peut être amené à réaliser ses propres crochets à ressort en fonction des caractéristiques uniques de conception de l'instrument, c'est-à-dire de l'accessibilité du ressort. 
Il existe des modèles à double crochet de part et d'autre du manche.